# Corinna Werwigk-Hertneck

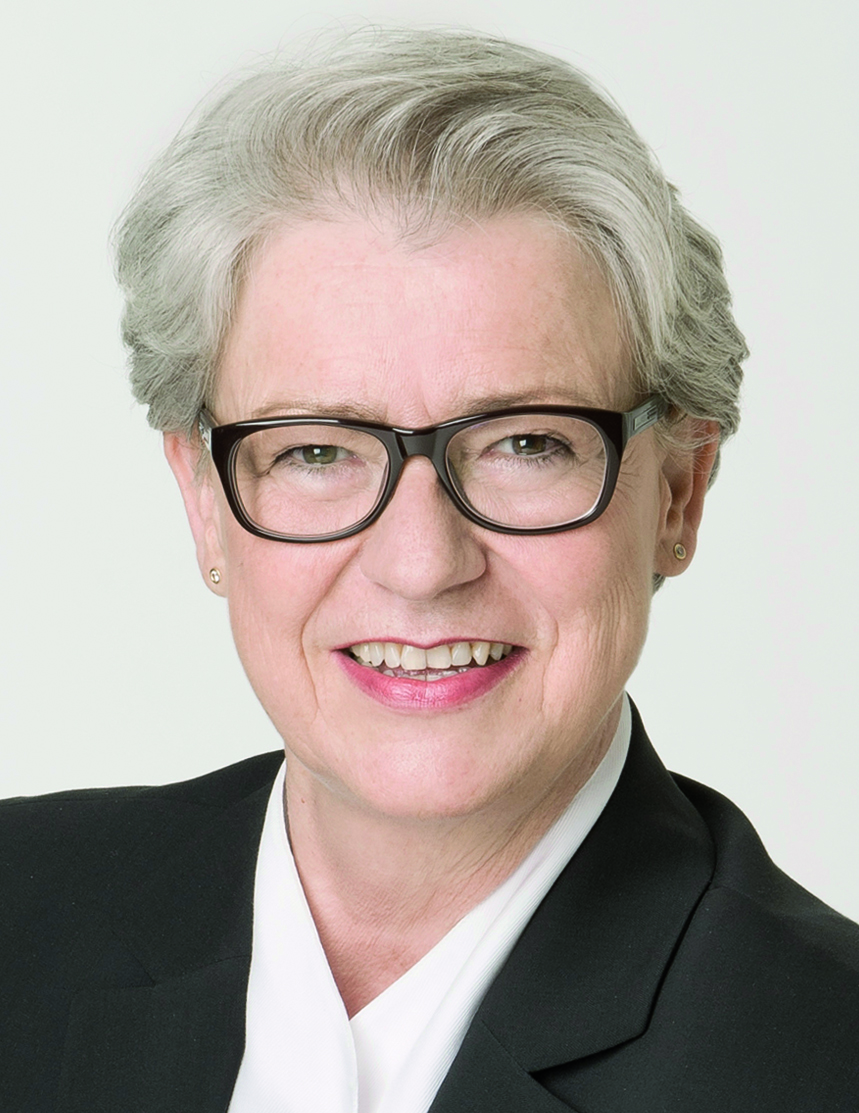
Corinna Werwigk-Hertneck (2012)

Corinna Werwigk-Hertneck (* 23. November 1952 in Stuttgart; † 5. September 2023 ebenda) war eine deutsche Politikerin (FDP). Sie war von 2002 bis 2004 Justizministerin und Ausländerbeauftragte im Bundesland Baden-Württemberg.

## Ausbildung und Beruf
Von 1972 bis 1977 studierte sie Rechtswissenschaften in Kiel und Tübingen. Nach der Referendarzeit in Stuttgart arbeitete sie seit 1981 als Rechtsanwältin. Sie war Fachanwältin für Familien- und Erbrecht sowie Partnerin einer Anwaltskanzlei, die ihren Sitz in Stuttgart hat.
Sie war in verschiedenen Berufsorganisationen aktives Mitglied, z. B. im Vorstand der Rechtsanwaltskammer Stuttgart, im Deutschen Anwaltverein (DAV) und in der Deutschen Vereinigung für Erbrecht und Vermögensnachfolge (DVEV).

## Politische Tätigkeit
Im Jahr 1996 war Corinna Werwigk-Hertneck für die FDP, der sie seit 1984 angehörte, Kandidatin für das Amt des Oberbürgermeisters der Landeshauptstadt Stuttgart. Im Jahr 1997 wurde sie in den FDP-Landesvorstand Baden-Württemberg gewählt. Zwei Jahre später, im Jahr 1999, zog sie für die FDP in den Gemeinderat der baden-württembergischen Landeshauptstadt Stuttgart ein und wurde zudem stellvertretende Fraktionsvorsitzende.

### Ministeramt und Rücktritt
Durch Ministerpräsident Erwin Teufel wurde sie im Jahr 2002 als Justizministerin in das Kabinett von Baden-Württemberg berufen. Zusätzlich übernahm sie das Amt der Integrationsbeauftragten der Landesregierung. Von Juli 2004 an war sie stellvertretende Landesvorsitzende der baden-württembergischen FDP. Am 22. Juli 2004 trat sie von ihren Regierungsämtern zurück, nachdem die Staatsanwaltschaft Ermittlungen gegen sie aufgenommen hatte. Ihr wurde vorgeworfen, sie habe im Sommer 2004 in mehreren Telefonaten Wirtschaftsminister Walter Döring Details aus den Ermittlungen gegen ihn mitgeteilt. Am 27. September 2007 verurteilte das Landgericht Stuttgart sie zu einer Freiheitsstrafe von einem Jahr wegen Verrats von Dienstgeheimnissen, die Strafe wurde zur Bewährung ausgesetzt.

## Ehrenamtliche Tätigkeit
Sie war seit 2003 Mitglied der Vereinigung liberaler Juristen in Baden-Württemberg. Von 2003 bis 2013 war sie Vorsitzende und bis 2019 noch Sachverständige des FDP-Bundesfachausschusses Innen und Recht. Corinna Werwigk-Hertneck war seit 2004 Mitglied bei Terre des Femmes und seit 2007 Begleitkreis-Mitglied von YASEMIN in Stuttgart, einer Beratungsstelle für junge Migrantinnen.

## Privates
Corinna Werwigk-Hertneck war evangelisch, verheiratet und hatte zwei Söhne sowie Enkelkinder. Sie starb am 5. September 2023.
Sie wurde 70 Jahre alt.